# Anssi Tikanmäki
Anssi Tikanmäki, född 18 mars 1955 i Haapajärvi, död 4 juni 2024 i Tammerfors, var en finländsk tonsättare och keyboardist.
Tikanmäki har i sin genreöverskridande verksamhet gjort sig känd inom bland annat rock- och filmmusik. Han väckte uppmärksamhet med debutskivan Maisemakuvia Suomesta (1980) för rockband och symfoniorkester, vars karakteristiska finsknationella tonfall gått igen även i hans senare produktion. En uppföljare, Tuntematon maa, kom 2006.
Tikanmäki har skrivit musik till flera av bröderna Kaurismäkis filmer (till exempel Arvottomat, Rosso, Boheemielämä och Juha) samt till stumfilmsklassiker som Greed och Pansarkryssaren Potemkin, vilka framförts vid bland annat Sodankylä filmfestival av Anssi Tikanmäkis Filmorkester. Han var keyboardist och arrangör i Juice Leskinens Grand Slam-ensemble och har gjort musik till flera av Kalle Holmberg regisserade teaterproduktioner.